# Якимович Олег Анатолійович
Якимо́вич Оле́г Анато́лійович — підполковник Національної гвардії України.
Станом на березень 2017-го — начальник інженерної служби, в/ч 2260, з дружиною та сином проживають у Києві.

## Нагороди
15 липня 2014 року — за особисту мужність і героїзм, виявлені у захисті державного суверенітету та територіальної цілісності України, вірність військовій присязі під час російсько-української війни, відзначений — нагороджений орденом «За мужність» III ступеня.